# ナハル・アル＝バーリド

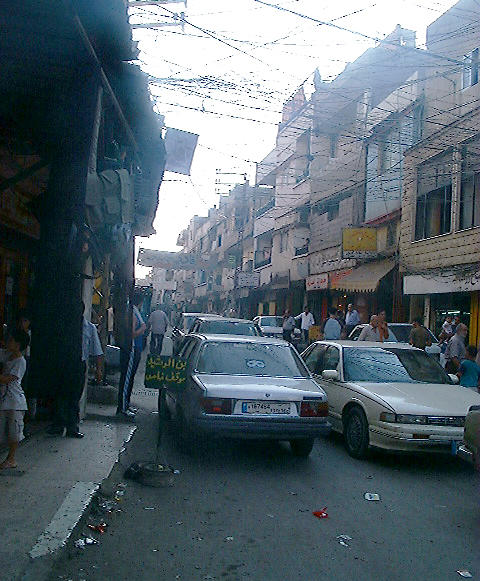
2005年のナハル・アル＝バーリド

ナハル・アル＝バーリド (アラビア語: نهر البارد、Nahr al-Bared) は、レバノン北部の都市である。パレスチナ難民キャンプが存在する。人口は約3万人。
イスラーム原理主義組織であるファタハ・イスラムの拠点であるとされ、2007年5月からのen:2007 Lebanon conflictではレバノン国軍の攻撃を受けた。